# 알리 하산 알마지드
알리 하산 알마지드(Ali Hassan al-Majid, 1941년 11월 30일 - 2010년 1월 25일)는 이라크의 정치인, 군인이다.
그는 사담 후세인이 몸담았던 바트당 출신의 정치인이며 이라크 국방부와 이라크 정보부를 총지휘했다. 2010년 1월 25일 교수형으로 생을 마감했다.